# Caryl Chessman
Caryl Whittier Chessman ou Caryl Chessman (Saint Joseph, (Michigan), 27 de maio de 1921 - Califórnia, 2 de maio de 1960) foi um ladrão, raptor e violador que foi condenado à morte por uma série de crimes em Janeiro de 1948 na Grande Los Angeles.

## Vida
Caryl Chessman, como é conhecido, nasceu em Saint Joseph (Michigan) em 27 de maio de 1921, e foi executado numa câmara de gás em 2 de maio de 1960, na Califórnia. Foi associado à acusação de ser o The Red Light Bandit ("O bandido da luz vermelha) - apenas com provas circunstanciais, mas nunca comprovado. Ficou muito famoso na década de 1950, principalmente depois de ser preso, pois neste período dispensou advogado, e estudando direito fez suas próprias defesas. Ele inspirou o brasileiro João Acácio Pereira da Costa a cometer crimes usando lanterna de luz vermelha em São Paulo.
Caryl Chessman foi um bandido de enorme astúcia, no início de sua "estadia" na prisão dispensou advogados, fazendo ele mesmo suas defesas. Escreveu, de dentro da cadeia, as obras autobiográficas 2455-Cela da Morte, A Lei Quer Que Eu Morra e Brasil: A Face Cruel da Justiça / Portugal: A Face da Justiça e um romance: O Garoto era Um Assassino. Seus livros correram o mundo, deixando atônitas pessoas do mundo inteiro, provocando diversos sentimentos, desde pena até raiva extrema. Morreu em uma câmara de gás em 1960, mas sua luta fez o Estado da Califórnia, assim como o resto do mundo, refletir sobre a pena de morte.

## Crimes e condenação
Nas primeiras três semanas de janeiro de 1948, vários roubos e furtos foram relatados em toda a área da Grande Los Angeles. Em 3 de janeiro, dois homens roubaram uma retrosaria em Pasadena com uma pistola semiautomática calibre .45. Em 13 de janeiro, um cupê Ford 1946 foi roubado de uma rua de Pasadena. Em 18 de janeiro, um homem dirigindo um carro descrito como um Ford cupê 1947 usou um sinal vermelho para parar um veículo perto da praia de Malibu, depois usou uma pistola calibre .45 para roubar os ocupantes do veículo. Mais tarde naquele dia, um segundo casal foi roubado da mesma maneira perto do Rose Bowl. A polícia rapidamente começou a suspeitar de um criminoso comum, e os jornais de Los Angeles apelidaram o suspeito de "O Bandido da Luz Vermelha". Em 19 de janeiro, um terceiro casal foi roubado enquanto estava estacionado em uma colina em West Pasadena, e a mulher, Regina Johnson, foi forçada a fazer sexo oral em seu agressor. Em 22 de janeiro, um quarto casal voltando para casa de um baile da igreja foi parado na Mulholland Drive. O agressor arrastou a menina, Mary Alice Meza, de 17 anos, a uma curta distância de seu veículo. O namorado dela foi embora e foi perseguido pelo assaltante. Após uma tentativa frustrada de forçar a vítima do sexo masculino a sair da estrada, o agressor levou Meza para uma área isolada onde a forçou a praticar sexo oral e anal, ameaçando matar o namorado se ela não obedecesse.

No dia seguinte, a polícia de North Hollywood tentou parar um Ford cupê 1946 que correspondia à descrição dada por Meza e seu namorado, e também por testemunhas de um assalto a uma loja de roupas em Redondo Beach no início daquele dia.  Após uma perseguição em alta velocidade, os ocupantes do veículo, Chessman e David Knowles, foram capturados e presos. Após um interrogatório de 72 horas, durante o qual Chessman mais tarde alegou que foi espancado e torturado, Chessman confessou os crimes do "Bandido da Luz Vermelha". Ele também foi identificado positivamente pelas vítimas de estupro, Johnson e Meza. No final de janeiro de 1948, Chessman foi indiciado por 18 acusações de roubo, sequestro e estupro. Após um julgamento de três semanas em maio, ele foi condenado em 17 das 18 acusações, e foi sentenciado à morte. A acusação foi liderada pelo promotor J. Miller Leavy. O cúmplice de Chessman, Knowles, foi julgado e condenado como cúmplice nos assaltos à loja, mas sua condenação foi revertida em recurso em 1950 devido à ausência de provas incriminatórias diretas e "abuso inadmissível da lei".